# Sherlock Holmes (serial telewizyjny 2013)
Sherlock Holmes (ros. Шерлок Холмс, Szerłok Chołms) – rosyjski serial telewizyjny inspirowany twórczością Arthura Conana Doyle’a. Składa się z ośmiu opowieści, z których każda podzielona jest na dwa odcinki. Opowieści różnią się tematyką – od kryminału, poprzez thriller polityczny, po romans.
Premiera serialu zapowiedziana była na jesień 2013 roku.

## Fabuła
Akcja serialu osadzona jest w XIX-wiecznej Anglii. 27-letni Sherlock Holmes poznaje doktora Johna Watsona – doświadczonego lekarza, który wrócił z wojny w Afganistanie. W celu zaoszczędzenia pieniędzy, decydują się wspólnie wynająć mieszkanie.

## Produkcja
Pierwsze informacje o nowym rosyjskim serialu o Holmesie pojawiły się w 2009 roku, niedługo po premierze Sherlocka Holmesa Guya Ritchiego, jednak ze względu na problemy ze znalezieniem reżysera i skompletowaniem obsady produkcja serialu oficjalnie rozpoczęła się dopiero w 2011 roku. Pierwotnie reżyserem miał zostać Oleg Pogodin, ostatecznie jednak wybór padł na znanego z Kandaharu Andrieja Kawuna. Rolę Holmesa otrzymał Igor Pietrienko, Watsona Andriej Panin, pani Hudson Ingeborga Dapkūnaitė, a inspektora Lestrade’a Michaił Bojarski.
Pod wpływem filmu Ritchiego, w serialu większe niż w książkach znaczenie będzie miała Irene Adler (Lanka Grju) – jej relacje z Holmesem będą jednym z głównych wątków produkcji. Kawun zdradził, że oryginalne historie Doyle’a służyć mają tylko za punkt wyjściowy dla fabuły, zaś scenariusze poszczególnych opowieści napisane zostały od podstaw. Scenariusz zakłada, że opisywane przez Watsona historie zostają przezeń podkolorowane, zaś w późniejszym czasie stara się on dopasować rzeczywistość do swoich fantazji. Tym sposobem słynna fajka Holmesa zastąpiona została przez papierosy, a Watson podkochuje się w pani Hudson, zaś Mary Morstan (żona Watsona w książkach) to tylko wymysł jego wyobraźni.
Wszystkie scenerie wiktoriańskiej Anglii zrealizowano w Rosji, zdjęcia realizowano w okolicach Sankt Petersburga – w Wyborgu, Puszkinie, Gatczynie, Iwangorodzie i Kronsztadzie. Trwający 161 dni okres zdjęciowy rozpoczął się we wrześniu 2011 roku, a zakończył w maju 2012. Andriej Panin zmarł w marcu 2013 roku, nie zdążywszy dokonać nagrań w studiu dźwiękowym, co zrodziło podejrzenia, że Watson będzie przemawiał głosem innego aktora.
Szacuje się, że Sherlock Holmes jest najdroższym wyprodukowanym jak dotąd serialem w historii rosyjskiej telewizji. Specjalnie dla jego potrzeb odwzorowano realia wiktoriańskiej Anglii, w tym m.in. poruszające się po ulicach dorożki i omnibusy.
Twórcy zapowiadają, że serial nie jest remakiem radzieckiej serii Przygody Sherlocka Holmesa i doktora Watsona z Wasilijem Liwanowem i Witalijem Sołominem w rolach Holmesa i Watsona.

## Obsada
- Igor Pietrienko jako Sherlock Holmes
- Andriej Panin jako John H. Watson
- Lanka Grju jako Irene Adler
- Michaił Bojarski jako inspektor Lestrade
- Aleksandr Gołubiew as Red Fitzgerald
- Jelizawieta Bojarska
- Ingeborga Dapkūnaitė jako pani Hudson
- Leonid Jarmolnik as jako lokaj
- Andriej Mierzlikin jako Halifax
- Igor Sklar jako Sholto
- Darja Jurgiens
- Daniła Szewczenko jako Arthur Cadogan West
- Rina Griszyna jako Violet Westberry
- Anatolij Rudakow jako naczelnik policji
- Walerij Bojarincew jako oficer Billy
- Aleksiej Gorbunow jako James Moriarty
- Władimir Łabiecki
- Timofiej Budkiewicz jako wnuk królowej Wiktorii
- Artiom Kawun jako włóczęga Timm
- Dimitrij Jermakowicz
- Władimir Marjanow jako konstabl Brigston
- Andriej Aksienow jako strażnik więzienny
- Aleksiej Szewczenkow jako policjant
- Siergiej Rublow jako policjant
- Stenli Krasowicki jako Afgańczyk
- Anton Uspienski
- Michaił Tierientjew jako bogaty Brytyjczyk
- Daniił Kuzniecow jako urzędnik